# Alexandre von Benckendorff (1781-1844)
Pour les articles homonymes, voir Alexandre von Benckendorff et Famille von Benckendorff.
Le comte Alexandre Khristoforovitch von Benckendorff ou encore Alexandre de Benkendorf (en russe : Александр Христофорович Бенкендорф), né le 23 juin 1781 (ou 1783) à Reval (gouvernement d'Estland, aujourd'hui Estonie) et mort en mer en 1844, est un militaire et homme politique germano-balte, sujet de l'Empire russe.

## Biographie
Issu d'une famille noble germanophone et illustre de Livonie (balte d'origine allemande), il est né en 1781 à Reval et passa son enfance aux environs de Saint-Pétersbourg. Son père, général au service de la Russie, et sa mère, née baronne de Schilling, firent sa première éducation aidés de précepteurs.

### Carrière militaire
Il entra comme sous-officier dans la garde impériale et ensuite devint aide-de-camp de l'empereur Paul Ier ; chargé de plusieurs missions, il s'en acquitta avec talent, se battit courageusement contre les Turcs et se distingua aux différentes batailles qui furent livrées aux Français, notamment à Eylau et à Ostrolenka.
Après la paix de Tilsitt, il alla de nouveau se battre contre les Turcs et battit un corps d'armée avec un seul régiment de lanciers. Pendant la campagne de 1812, il commandait, le 8 août, l'avant-garde du général von Wintzingerode, et fut promu à cette occasion au grade de major-général. Pendant la retraite, il commandait l'arrière-garde.
Lorsque Napoléon envahit la Russie en 1812, Benckendorff dirigea l'offensive de Velij et captura trois généraux français. À la libération de Moscou (1812), le comte fut nommé commandant de la garnison de cette même ville.
Benckendorff vainquit ensuite un contingent français à Tempelberg et fut l'un des premiers Russes à pénétrer à Berlin. Il battit un régiment français en 1813, alors qu'il était à la tête d'un détachement isolé, entre Francfort-sur-l'Oder et Berlin, et fit huit cents prisonniers, dont quarante-huit officiers. Il participa à la bataille de Leipzig (16 octobre au 19 octobre 1813) puis commanda une division de l'armée du Nord de Bernadotte qui libéra les Pays-Bas de la présence de l'armée française. Son unité prit les villes de Louvain et de Malines et libéra six cents prisonniers anglais.
Benckendorff déploya, dans toutes les affaires qui suivirent, courage et talent ; il se distingua surtout à Gross Beeren, à Leipzig, dans son expédition de Hollande, à Épernay, à Craonne et à Laon.
Après la paix de 1815, il fut nommé au commandement de la deuxième division de dragons ; en 1819, chef d'état-major de la garde impériale et aide-de-camp général de l'Empereur ; en 1821, il obtint le grade de lieutenant-général et le commandement de la première division de cuirassiers.
II se distingua encore pendant la campagne contre l'Empire ottoman, il coopéra au siège de la forteresse de Choumen et de Varna ; l'année suivante, il fut nommé général en chef de cavalerie, et en 1831 appelé à siéger au conseil des ministres.

### Carrière politique

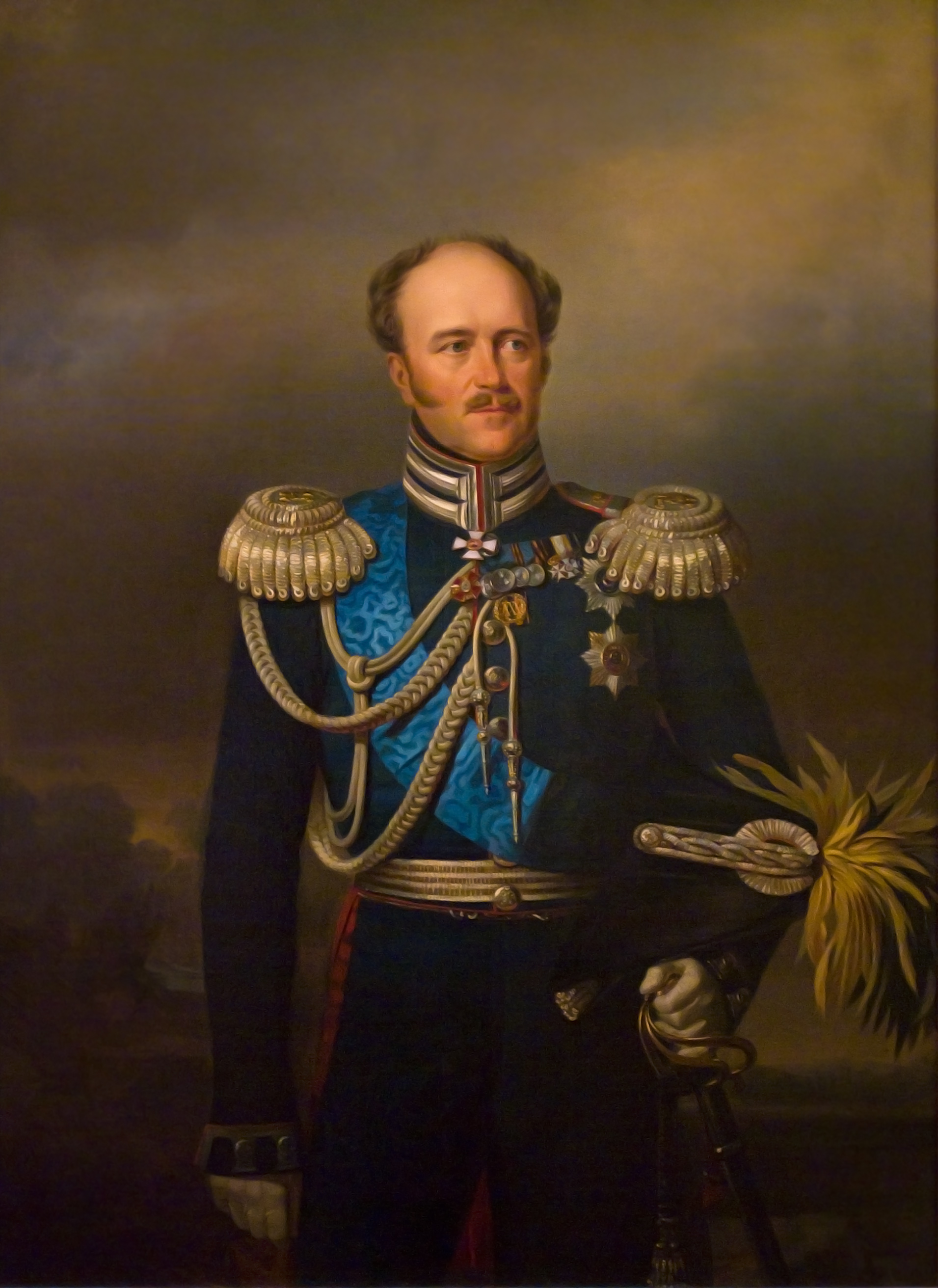
Portrait d'Alexandre von Benckendorff

En 1821, il informa les autorités impériales de l'existence de sociétés secrètes conspirant contre l'autocratie et sur le danger que représentait l'organisation clandestine des Décembristes, mais il ne fut pas écouté.
Pendant le désastre de la crue de la Neva à Saint-Pétersbourg, en 1824, il montra le plus grand dévouement et une abnégation qui lui méritèrent l'estime de la nation russe.
Après le soulèvement décabriste du 14 décembre 1825, il siégea au comité d'enquête présidé par le grand-duc Michel, et plaida pour la création d'une police secrète (la troisième section de la chancellerie de l'Empereur).
Il fut nommé, en récompense de son zèle, commandant du corps spécial de gendarmerie (premier chef des gendarmes) et directeur de la troisième section (police secrète) de la chancellerie impériale (1826-1844). On mit en place selon ses ordres une stricte censure. Benckendorff fut notamment chargé de la surveillance constante d'Alexandre Pouchkine.
Dans les années 1830, paru sous sa plume une Historiographie de la Russie, il écrivit : « La Russie a un admirable passé, son présent est plus magnifique et son avenir est au-delà de tout ce que l'esprit le plus audacieux peut imaginer. »
En 1832, l'Empereur lui conféra le titre de comte de l'Empire, et, en 1834, de chevalier de l'ordre de Saint-André, premier ordre de l'empire.

### Maladie

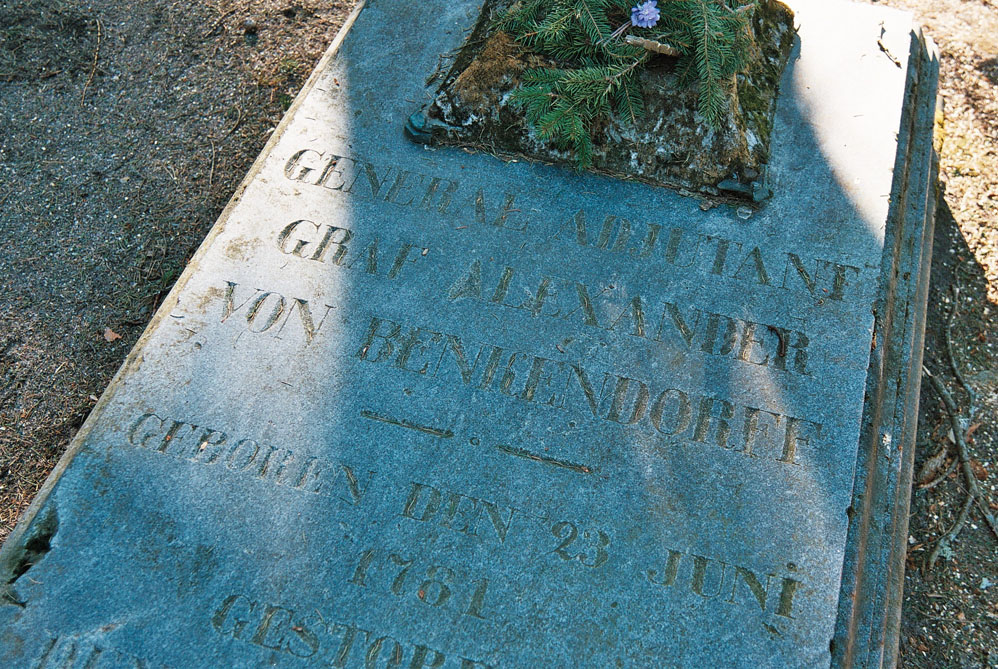
Tombe du comte de Benckendorff

Pendant une cruelle maladie qu'il fit, on entendit l'Empereur répéter plusieurs fois, à son chevet, cette parole honorable : « Cet homme ne m'a jamais brouillé avec quiconque et m'a réconcilié avec bien du monde. »
Alexandre Khristoforovitch von Benckendorff avait une singularité pour le moins curieuse, il souffrait d'une étrange tendance à oublier son propre nom et, souvent, il consultait sa carte de visite afin de se remémorer son patronyme.
En 1844, il périt en mer. Sa tombe se trouve dans le parc de son château de Fall (aujourd'hui en Estonie). Elle mentionne son nom en allemand: General Leutnant Graf Alexander von Benckendorff.

### Famille
Son frère Konstantin von Benckendorff (1785-1828) était un général et un diplomate russe. Il avait pour sœur la princesse Dorothea von Benckendorff.